# Zochagraben
Der Zochagraben ist ein rechter und westlicher Zufluss des Hambachs im Dorf Unterhambach (Stadt Gunzenhausen) im mittelfränkischen Landkreis Weißenburg-Gunzenhausen.

## Geographie

### Verlauf
Das Gewässer entspringt westlich von Unterhambach im Wald Scheipelhuft, nahe der Grenze zum Landkreis Ansbach auf einer Höhe von gut 400 m ü. NHN. Nach etwa 400 Metern verlässt es den Wald und fließt durch eine Offenlandschaft nach Osten. Es speist zwei Weiher und durchquert anschließend, teils kanalisiert, den Ort Unterhambach. Nach einem Lauf von rund 1,1 Kilometern mündet der Zochagraben am Ostrand von Unterhambach von rechts in den Mittellauf des Hambach.

### Einzugsgebiet
Das Einzugsgebiet umfasst etwa 1,6 km², es erstreckt sich von der Mündung in Unterhambach etwa 2,75 Kilometer westwärts bis zu seinem höchsten Punkt nordöstlich von Kleinlellenfeld (427 m ü. NHN). Seine Nord-Süd-Ausdehnung beträgt maximal knapp 800 Meter.
Die südliche Grenze bildet ein Hügelrücken, dem in etwa die Trasse des Limes folgt. Darunter verläuft etwa parallel der Heggraben, der etwas weiter bachabwärts in den Hambach mündet.
Nördlich der Einzugsgebietsgrenze fließt ein kleiner Bach knapp unterhalb von Oberhambach ebenfalls zum Hambach. 
Im Westen verläuft die höhere und bedeutendere Wasserscheide über die Hochebene nordöstlich von Kleinlellenfeld; das Gebiet dahinter entwässert über den Dennenloher See in die Wörnitz.
Etwa 700 Meter westlich des Bachursprungs liegen in der Gemarkung von Kleinlellenfeld, auf einer Lichtung im Wald Wettlach drei Teiche von zusammen gut 0,4 ha Fläche. Sie befinden sich in der Talmulde des Zochabachs und müssen dem natürlichen Gefälle nach ebenfalls über diesen entwässern.
Der Westteil des Einzugsgebietes liegt im Unterraum Hahnenkamm-Liasgürtel des Naturraums Vorland der Südlichen Frankenalb, der größere Ostteil im Unterraum Dinkelsbühler Hügelland des Mittelfränkischen Beckens. Es ist mehr als zur Hälfte bewaldet, in der offenen Flur dominieren die Felder. An der Mündung liegt der größere Teil von Unterhambach, sonst ist es unbewohnt.